# Henri Kellen
Henri Kellen, né le 7 avril 1927 à Hautcharage (Luxembourg) et mort le 27 août 1950 à Rüti (Suisse), est un coureur cycliste luxembourgeois, professionnel en 1950.

## Palmarès
- 1948
  - Grand Prix François-Faber
  - 2e du championnat du Luxembourg sur route amateurs
  - 3e du Grand Prix Général Patton
- 1949
  - 1re étape de la Flèche du Sud
- 1950
  - 2e du championnat du Luxembourg des indépendants

## Résultats sur les grands tours

### Tour de France
1 participation
- 1950 : abandon (12e étape)